# دکترین پیرامون
دکترین پیرامون (به انگلیسی: Periphery doctrine) دکترینی است که توسط بن گوریون و الیاهو ساسون (Eliahu Sassoon) مطرح شد.
این دکترین بر این پایه است که اسرائیل بایستی با ممالک غیر عرب نزدیک به منطقه روابط محکم و دوستانه برقرار کرده تا در مقابله با خطر اعراب، موازنه قدرت حاصل آید.

## نقش ایران در دکترین پیرامون
در دوره پهلوی، ایران نقش ارشد برای این سیاست اسرائیل بود. روابط ایران و اسرائیل در جنگ ایران و عراق نیز بر این اساس برقرار شده بودند، به طوریکه یک مقام ارشد اسرائیلی در سال ۱۹۸۶ در مصاحبه‌ای با نشریه Manchester Guardian Weekly ابراز داشت:
خواهید دید که پس از خوابیدن زبانه شعله تند مذهب در رژیم خمینی ایران، آنچه که باقی می ماند منافع مشترک ایران و اسرائیل است.
و اسحاق رابین نیز در این باب در اکتبر ۱۹۸۷ تاکید کرد:
ایران بهترین دوست اسرائیل است، و ما مواضع خود را در قبال تهران تغییر نمیدهیم، چرا که رژیم خمینی تا ابد نمی ماند.
اما پس از جنگ ایران و عراق، رفته رفته هندوستان و ترکیه جای ایران را در این دکترین گرفتند.